# Verin Shorzha
Verin Shorzha là một đô thị thuộc tỉnh Gegharkunik, Armenia. Dân số ước tính năm 2011 là 46 người.